# 鶴岡ラジオ中継局
鶴岡ラジオ中継局（つるおかラジオちゅうけいきょく）は、山形県鶴岡市にあるNHK山形放送局とYBC山形放送の中波放送中継局の総称。なお、送信施設としての名称は、NHKが羽黒ラジオ中継放送所、YBCが鶴岡ラジオ送信所であるが、ここでは便宜上一括して「鶴岡ラジオ中継局」として記述する。

## 概要
- 当中継局は庄内地方の広範囲に電波を発射している。
- ここでは、鶴岡市の旧西田川郡温海町域に置かれているNHK山形放送局ラジオ第1の中継局と酒田市に置局されている山形放送の中継局についても併せて記述する。
- なお、旧温海町域に置かれているNHK-FM放送の中継局については、NHK温海FM中継局を参照。

## 中継局概要

### 鶴岡ラジオ中継局
| 放送局名             | 呼出符号 | 周波数  | 空中線電力 | 放送対象地域 | 放送区域内世帯数 | 中継局置局住所             | 開始年月日     |
| NHK山形ラジオ第1放送 | なし     | 1368kHz | 1kW        | 山形県       | 7万5135世帯      | 山形県鶴岡市羽黒町押口川端 | 1941年12月31日 |
| NHK山形ラジオ第2放送 | なし     | 1035kHz | 1kW        | 全国放送     | 7万5135世帯      | 山形県鶴岡市羽黒町押口川端 | 1951年7月1日   |
| YBC山形放送          | なし     | 918kHz  | 1kW        | 山形県       | -                | 山形県鶴岡市安丹           | 1954年10月13日 |

- NHKの呼出符号は第1放送でJOJP、第2放送でJOJD、YBCの呼出符号はJOEL[2]であったが、いずれも現在は廃止されている。
- YBCは、1995年9月17日まで1098kHzで送信していた。
- 2013年9月現在、NHK中継所の受信可能範囲は庄内地方のみとなっている[1][3]。
- NHKは第1・第2とともにNHK高松放送局の親局やNHK松山放送局の八幡浜中継局、NHK高知放送局の大正中継局と周波数が全く同じである。

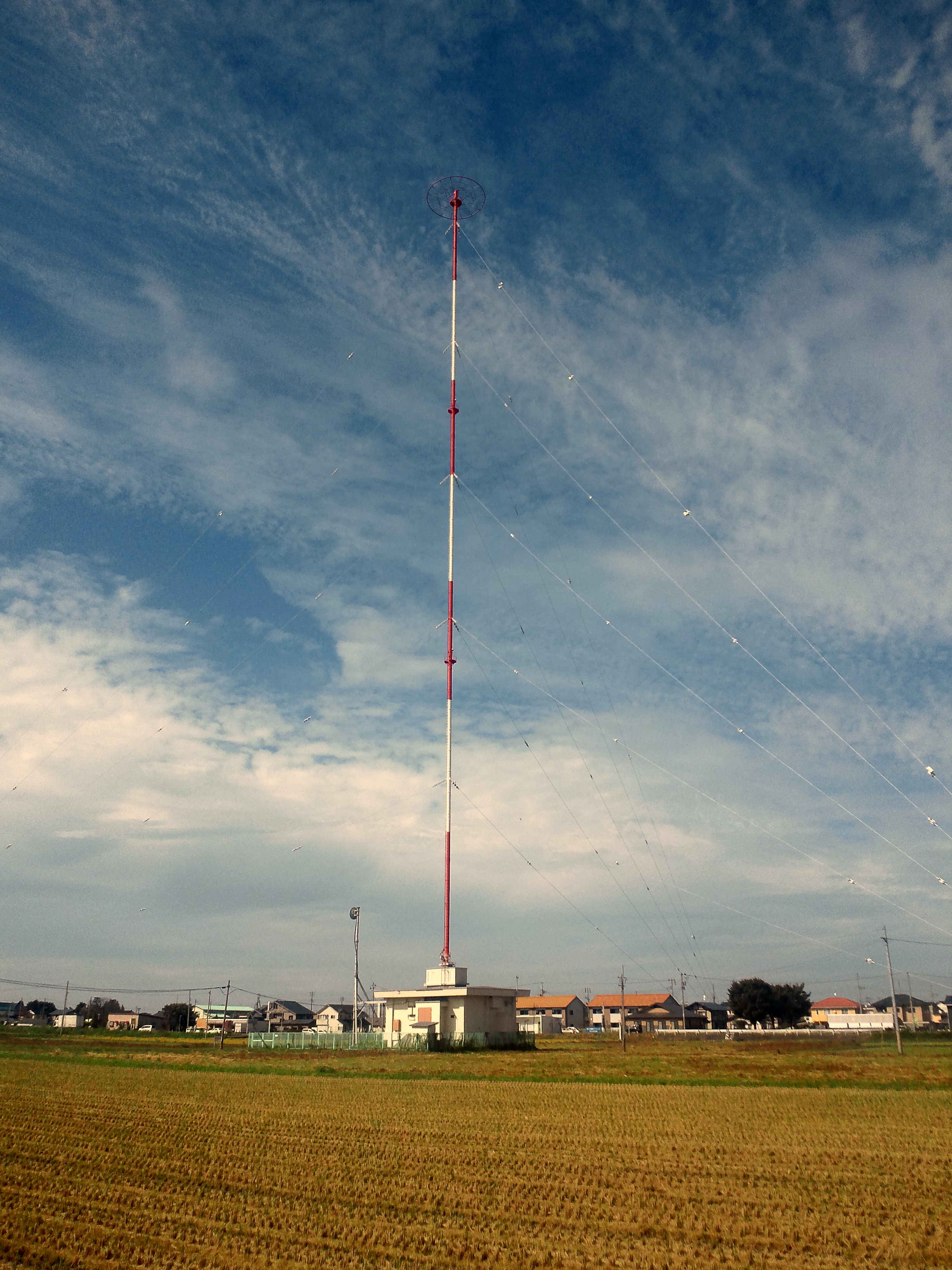
NHK羽黒ラジオ中継放送所送信塔全景（2013年9月）
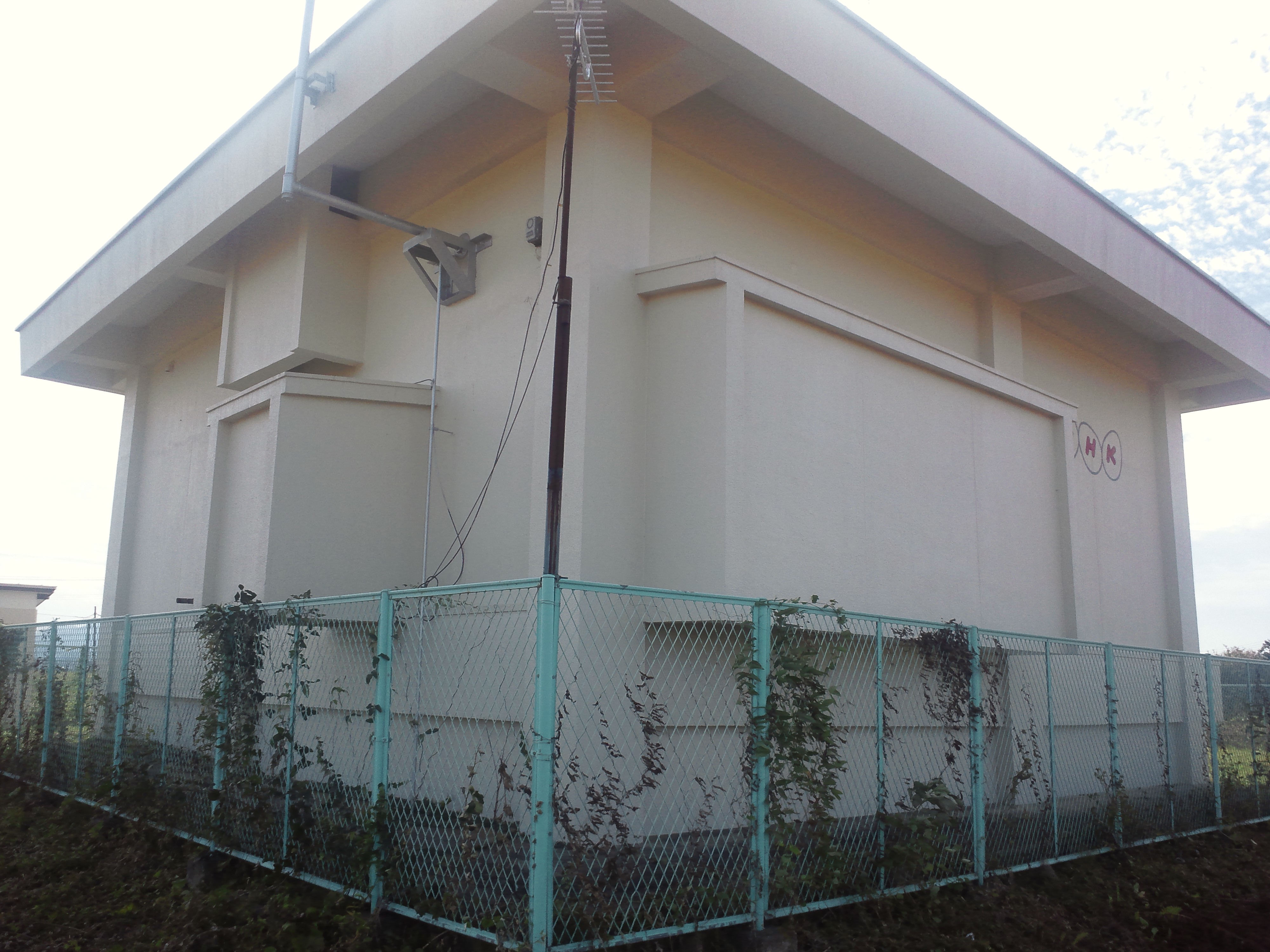
NHK羽黒ラジオ中継放送所局舎（2013年9月）
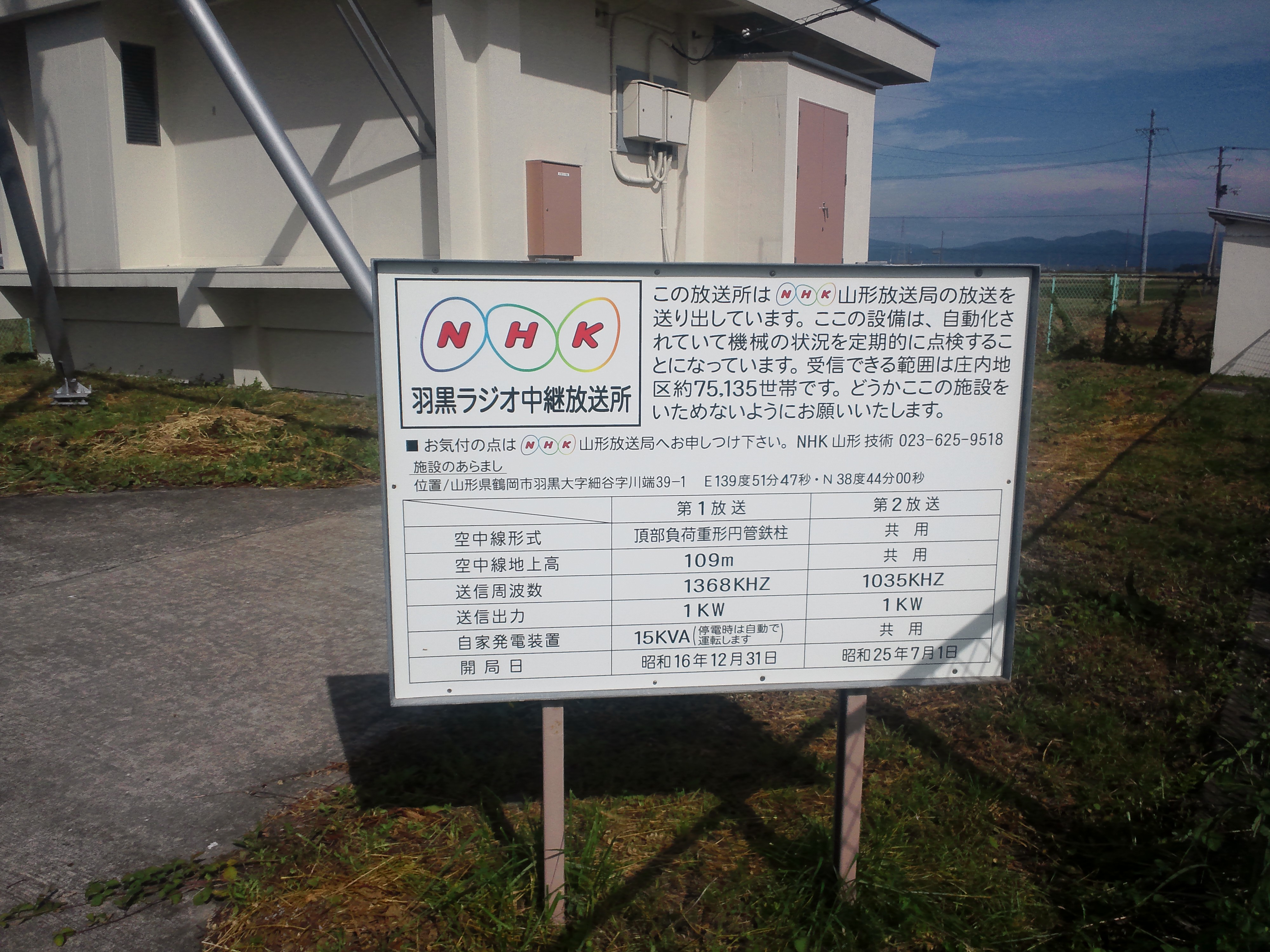
送信所のあらましを示す看板（2013年9月）

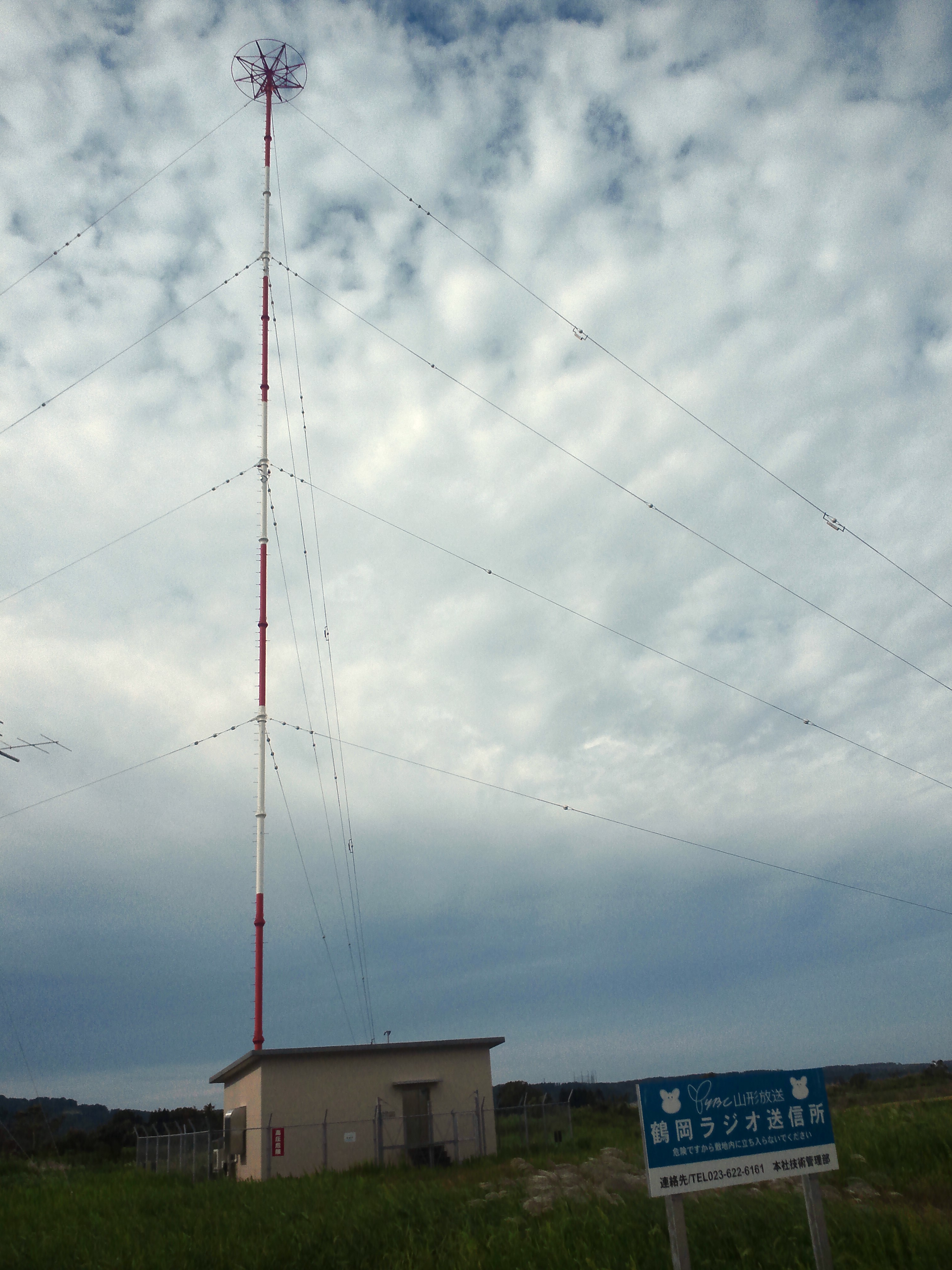
YBC鶴岡ラジオ送信所送信塔全景（2013年9月）
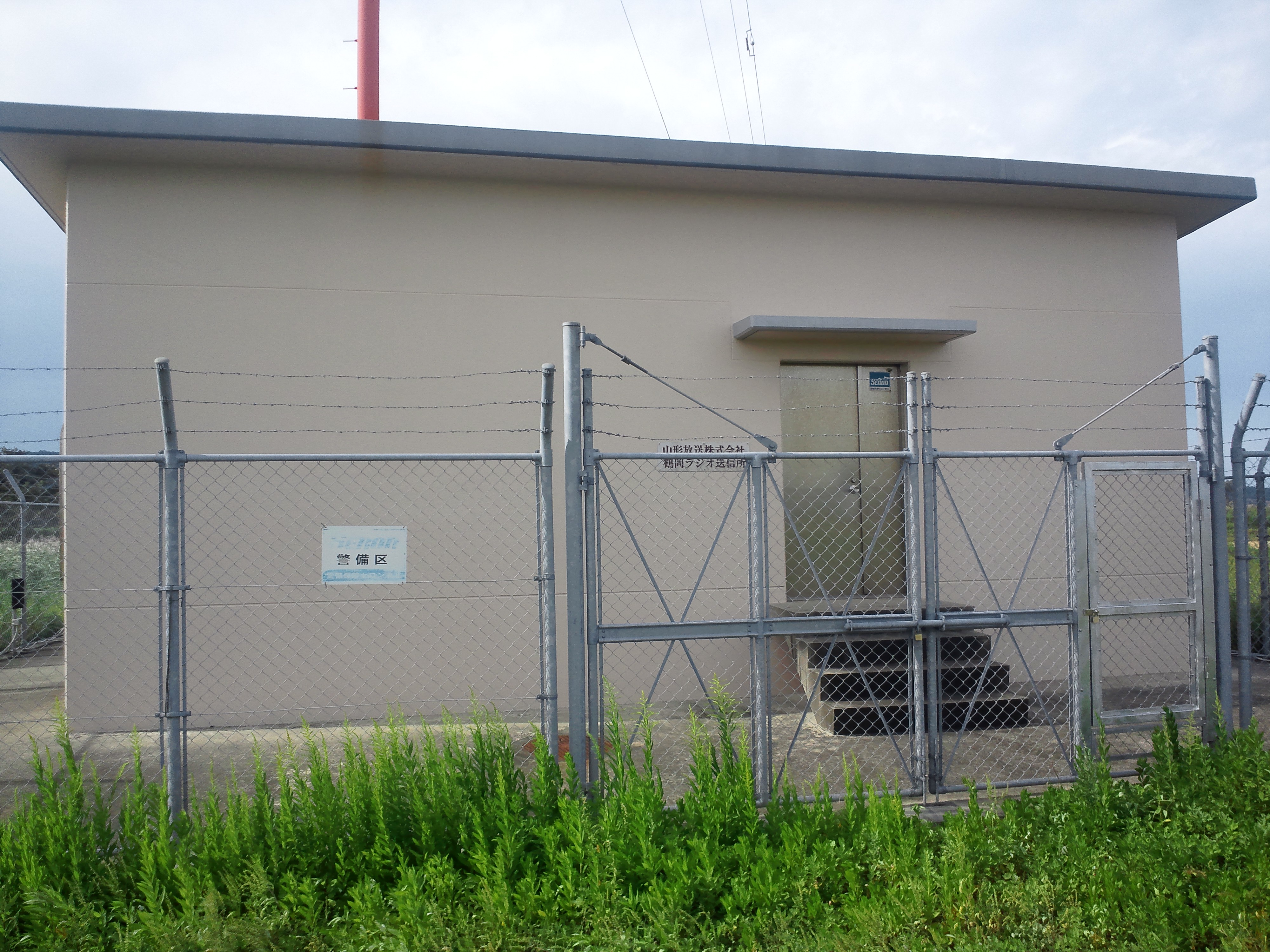
YBC鶴岡ラジオ送信所局舎（2013年9月）

### NHK温海ラジオ中継局
| 放送局名             | 呼出符号 | 周波数  | 空中線電力 | 放送対象地域 | 放送区域内世帯数 | 中継局置局住所       | 開始年月日    |
| NHK山形ラジオ第1放送 | なし     | 1584kHz | 100W       | 山形県       | 4892世帯         | 山形県鶴岡市温海片淵 | 1963年7月29日 |

- 正式な名称は、放送局としてはNHK温海放送局（中継局は通称）、送信施設としては温海ラジオ中継放送所である。
- なお、当中継局の可聴エリアは、鶴岡市と新潟県村上市の各一部[1]。

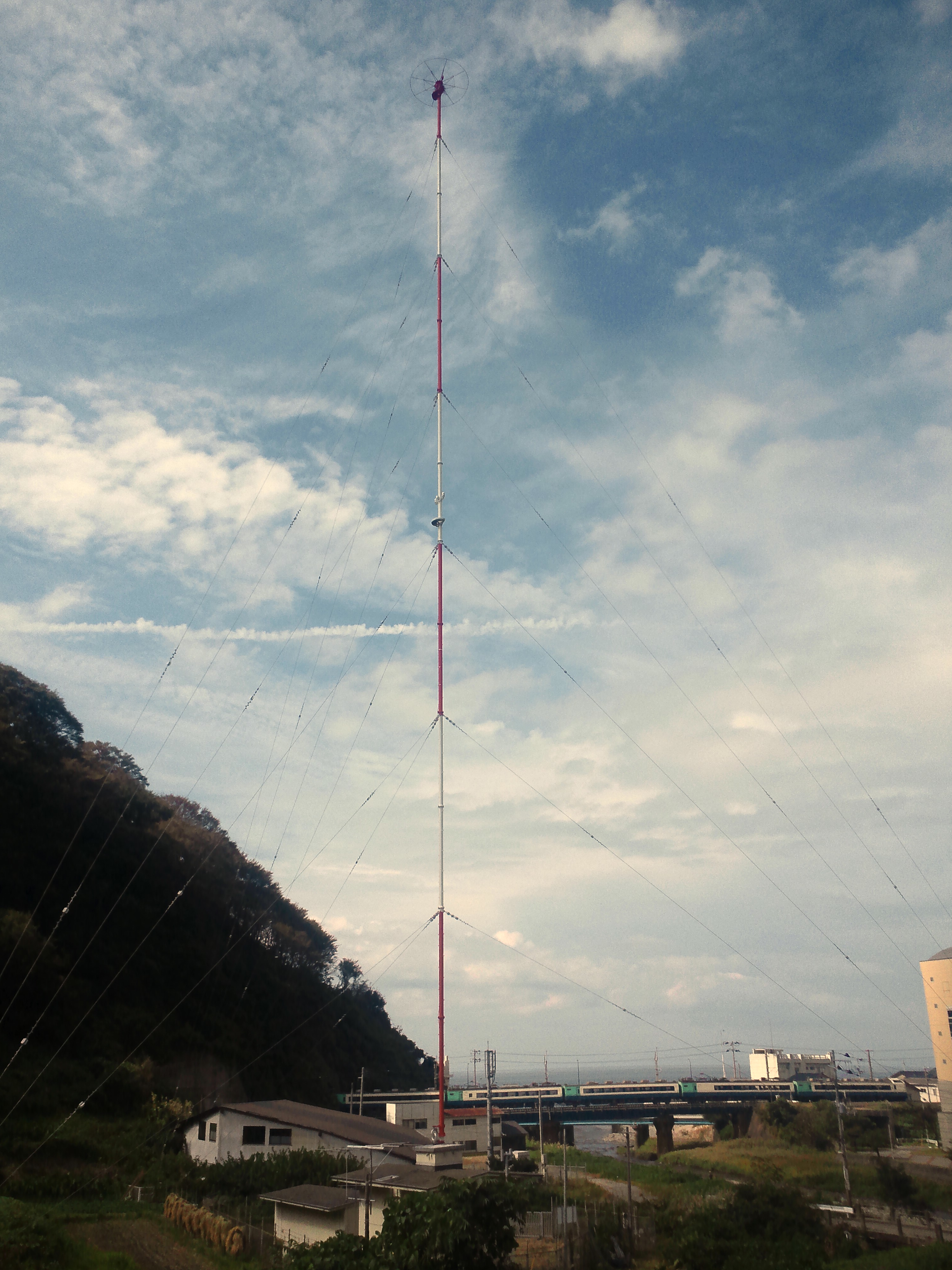
NHK温海ラジオ中継放送所送信塔全景（2013年9月）
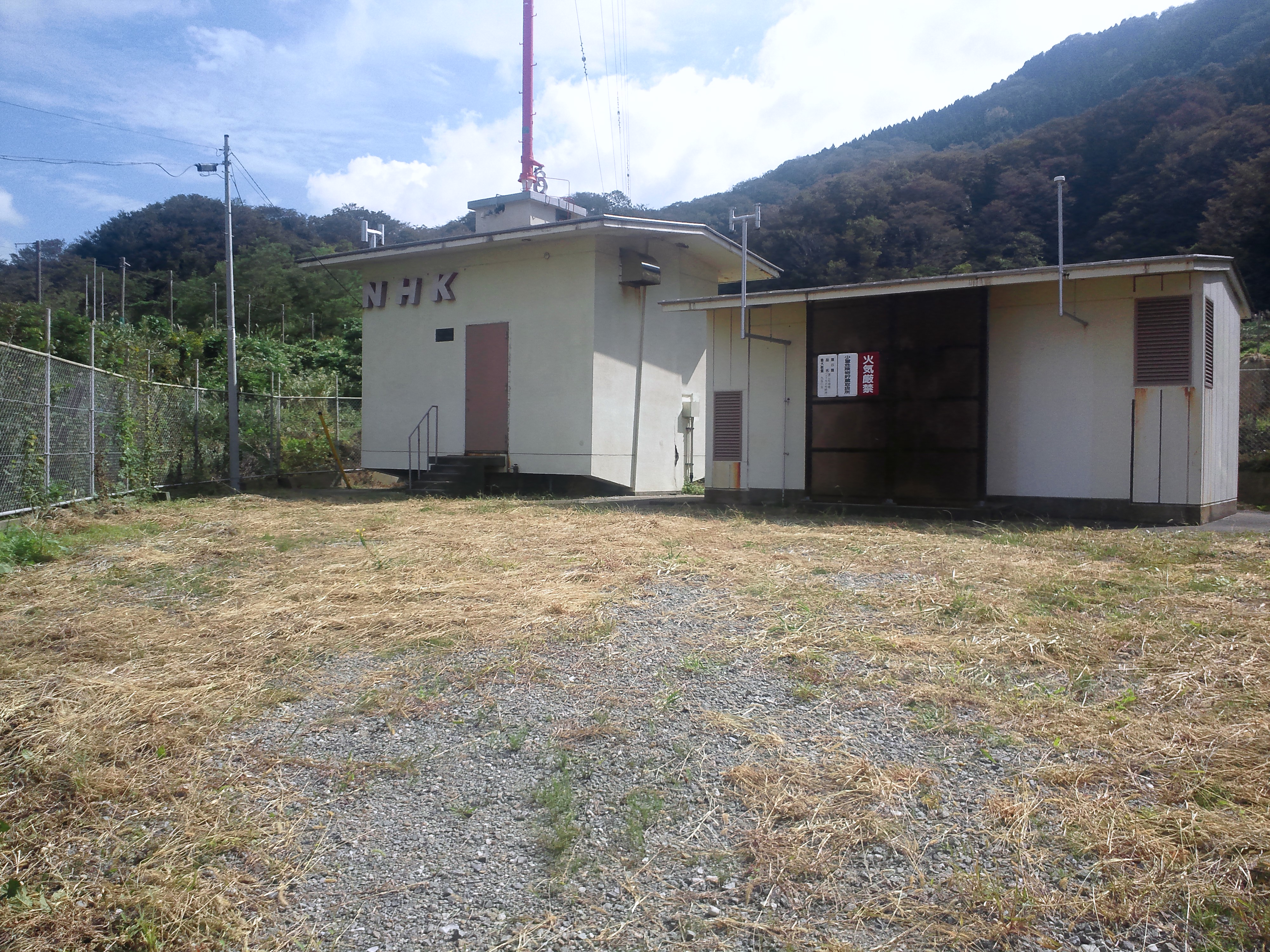
NHK温海ラジオ中継放送所局舎（2013年9月）

### YBC酒田ラジオ中継局
| 放送局名    | 呼出符号 | 周波数 | 空中線電力 | 放送対象地域 | 放送区域内世帯数 | 中継局置局住所             | 開始年月日    |
| YBC山形放送 | なし     | 918kHz | 500W       | 山形県       | -                | 山形県酒田市北千日堂前松境 | 1983年11月8日 |

- 送信施設としての名称は酒田ラジオ放送局である。
- 放送局周辺は山形県立酒田光陵高等学校の駐車場として使用されている。
- 1995年9月28日まで1098kHzで送信していた。

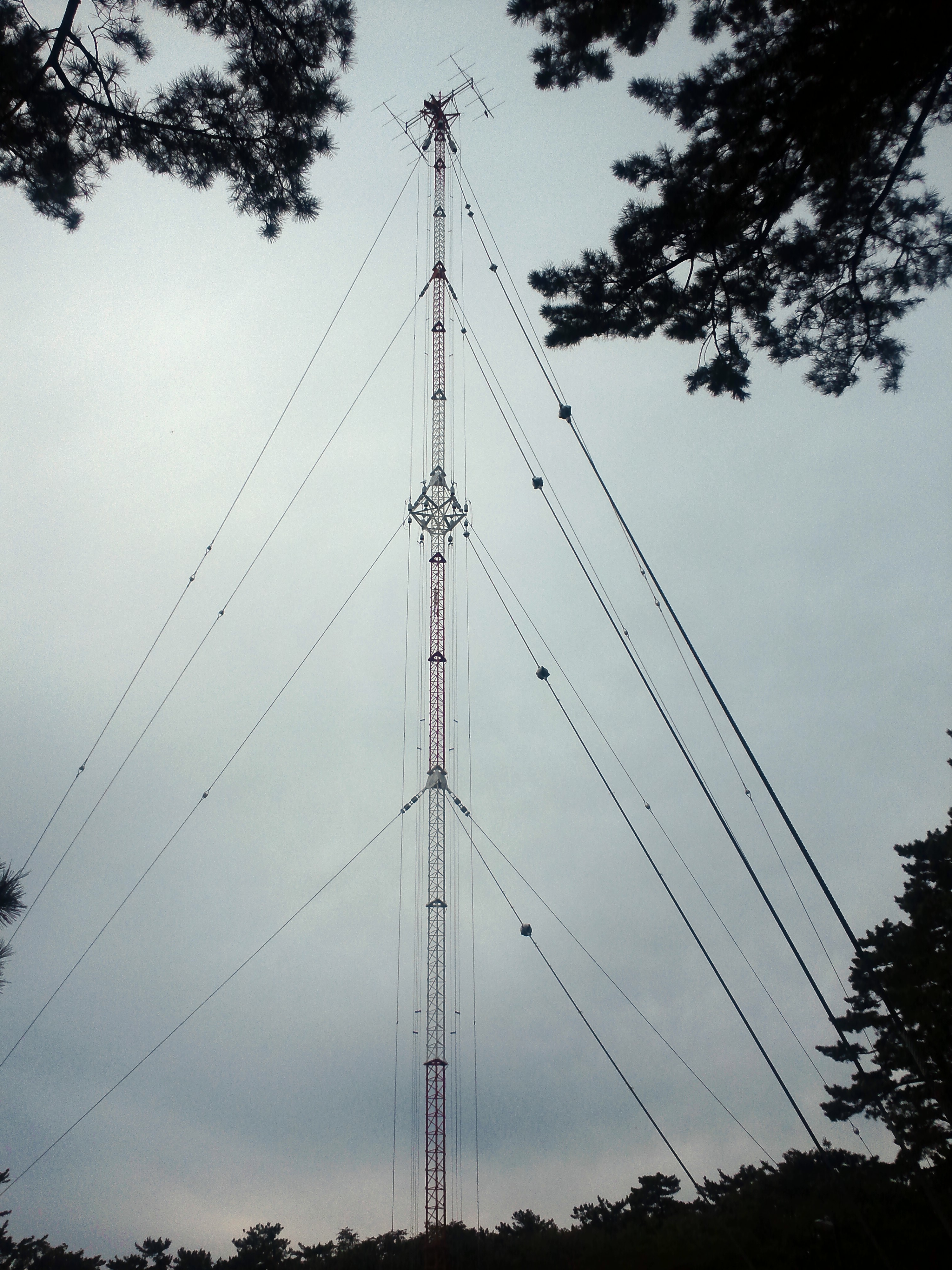
YBC酒田ラジオ放送局送信塔全景（2013年9月）
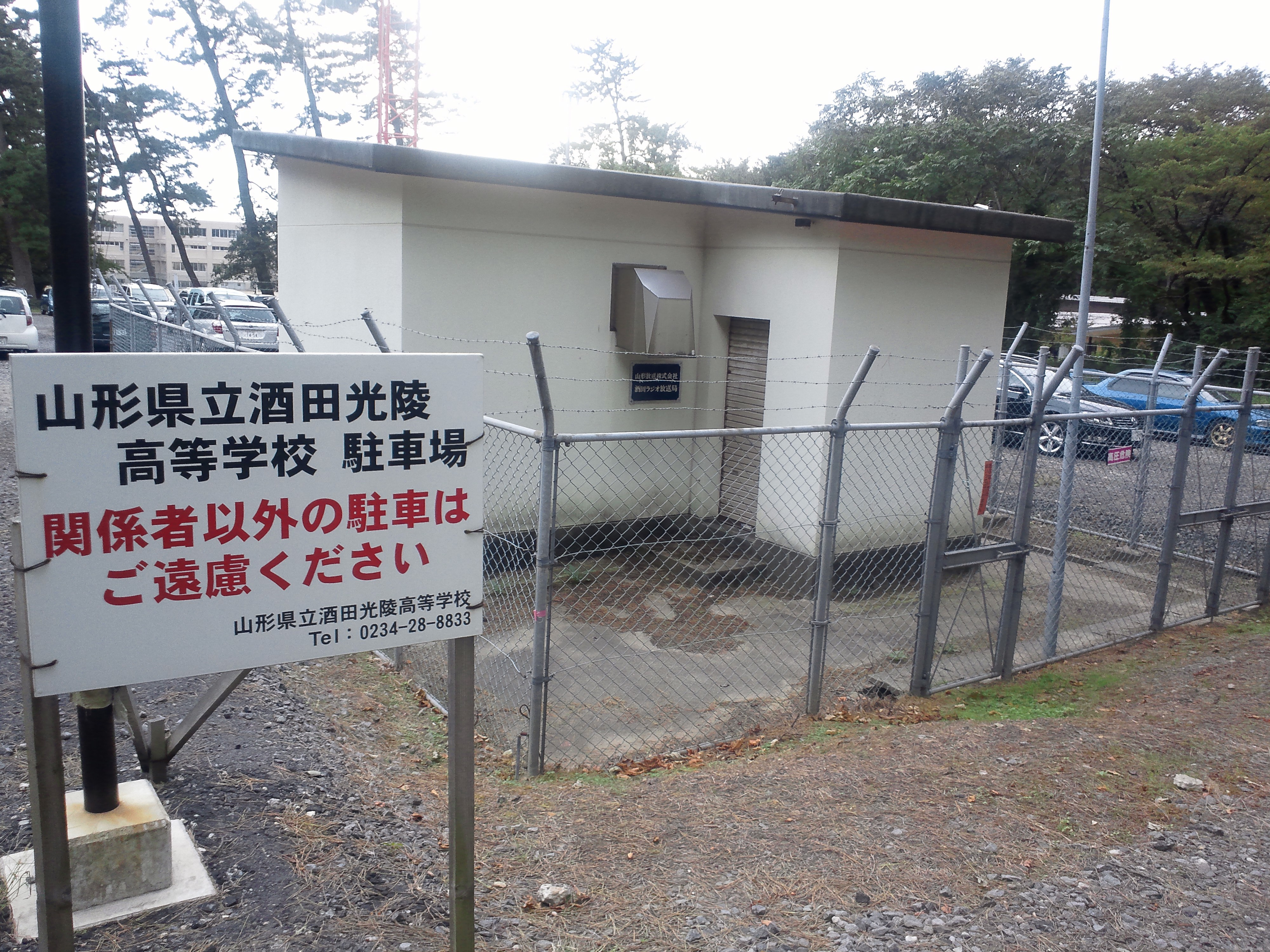
YBC酒田ラジオ放送局局舎（2013年9月）